# مذنب برادفيلد
C / 1979 Y1 (Bradfield) أو '''مذنب برادفيلد ''' هو مذنب أمكن رؤيته بالعين المجردة في مطلع العام 1979/1980.

## الاكتشاف والمراقبة
شوهد المذنب صباح يوم 25 أبريل. تم اكتشافه في ديسمبر 1979 (بالتوقيت المحلي) بواسطة William A. Bradfield في أستراليا باستخدام تلسكوب 150 مم f / 5.5 . كان هذا هو اكتشافه العاشر للمذنب، بعد ستة أشهر بالضبط من آخر اكتشاف له. خلال هذه الفترة، بحث عن المذنبات لمدة 67 ساعة. قدر برادفيلد بقدر ظاهري المذنب بـ 5  ماج. يمكن بالفعل مشاهدة ذيله بطول 1 درجة.
في وقت اكتشافه كان المذنب يتحرك بالفعل بعيدًا عن الشمس، لكنه كان يقترب أكثر من الأرض. لذلك زاد سطوعه في الأسابيع التالية ليصل إلى 4 في أوائل يناير  وأصبح طول الذيل 4 درجات. حتى هذه النقطة، لا يمكن ملاحظة المذنب إلا في نصف الكرة الجنوبي. اعتبارًا من نهاية يناير 1980، يمكن رؤيته أيضًا مع انخفاض السطوع في نصف الكرة الشمالي. في بداية شهر مارس، كان السطوع حوالي 10  mag وتمت آخر مشاهدة له في 17 مارس.

## التقييم العلمي
بسبب مروره القريب نسبيًا من الأرض، يمكن ملاحظة المذنب في العديد من المراصد في نصفي الكرة الأرضية الجنوبي والشمالي من 28. ديسمبر 1979 حتى 10 مارس 1980 ليتم قياسه ضوئيًا، بينما زادت المسافة بينه وبين الشمس من 0.57  وحدة فلكية إلى 1.65 وحدة فلكية. تم استخدام المرشحات التي تسمح بتصوير خطوط الانبعاث الطيف لمركبات مختلفة، بما في ذلك CN و C 2 و C 3 وOH و NH. وكان من الممكن اشتقاق معدلات وجود هذه المركبات كدالة للمسافة من الشمس. بالإضافة إلى ذلك لوحظ وجود نسبة كبيرة غير معتادة من الغاز إلى الغبار، مما يجعل مذنب برادفيلد أحد أكثر المذنبات الغنية بالغاز التي تم رصدها على الإطلاق، مقارنة بالمذنب 2P / Encke.
يوم 29. يناير 1980، شوهد المذنب في ضوء الأشعة تحت الحمراء في مدى الطول الموجي 610-1100نانو متر في مرصد لا سيلا التابع لوكالة الفضاء الأوروبية في تشيلي.  طيف الانبعاث الذي تم الحصول عليه كان مشابهًا للمذنب C / 1969 T1 (Tago-Sato-Kosaka)، أمكن اكتشاف خطوط O و NH 2 و CN و C 2.
بعد بضع سنوات قبل ذلك، تم إجراء مشاهدات طيفية شاملة لـ الأشعة فوق البنفسجية لأول مرة على المذنب C / 1975 V1 (وست) ، كما أجريت مشاهدات مماثلة على المذنب برادفيلد في الفترة من أوائل يناير إلى أوائل مارس 1980 مع مستكشف الأشعة فوق البنفسجية الدولي. في نطاق الطول الموجي 120-320 نانومتر تم الكشف عن خطوط انبعاث H و O وC وS و CS و CO 2 + و OH. ومع ذلك، كما هو الحال في الطيف المرئي، لا يمكن اكتشاف خطوط CO +. أشارت نتائج الفحص خطوط انبعاث H و O و OH إلى أن كل هؤلاء الراديكاليين ربما نشأوا من تحلل الماء. وقد يكون من الممكن اشتقاق معدل إنتاج الماء كدالة للمسافة من الشمس. بالإضافة إلى ذلك، يمكن دعم الافتراض بأن نواة المذنب تتكون أساسًا من جليد مائي.
في أواخر يناير / أوائل فبراير 1980، تم إجراء مشاهدات لخط انبعاث خط انبعاث 18 سم لـ OH لمذنب برادفيلد باستخدام تلسكوب Nançay الراديوي. ولكن تم الكشف عن إشارة ضعيفة فقط.
يمكن إنتاج إشعاع الأشعة السينية عن طريق تفاعل بلازما المذنب مع الرياح الشمسية. لذلك في الخامس من فبراير 1980، بحث مرصد أينشتاين عنه بالقرب من المذنب برادفيلد، لكن دون جدوى. تم اكتشاف انبعاث أشعة سينية قوي لأول مرة بواسطة ROSAT للمذنب C / 1996 B2 (Hyakutake).
في 6. في فبراير 1980، كانت هناك حركة سريعة تشبه الموجة في ذيل البلازما للمذنب، والتي جذبت قدرًا كبيرًا من الاهتمام في الدوائر المتخصصة. ربط تحليل البيانات من العديد من المسابير الفضائية، وخاصة البيانات من هيليوس 2 ، ومن المراصد الجيوفيزيائية على الأرض، وامكن تفسير هذا الحدث بتقلب قوي في الرياح الشمسية بسبب توهج الشمس قبل ثلاثة أيام.
يشتبه منذ عام 1949 في أن العديد من المذنبات كانت معروفة في ذلك الوقت بمسافات الأوج المماثلة التي تبلغ حوالي 85 وحدة فلكية والفترات المدارية بين 235 و 300 سنة تشكل عائلة منفصلة من المذنبات، كما تفعل العائلات المعروفة المرتبطة بكواكب المشتري وزحل وأورانوس ونبتون على التوالي. حتى عام 1991، كان المذنب برادفيلد يُحسب أيضًا ضمن عائلة المذنبات العابرة للكوكب بلوتو والتي نمت في نفس الوقت إلى 10 أعضاء. وفي ذلك الوقت جرت محاولات لتقدير الحجم والكتلة والسطوع والموقع الحالي للكوكب الافتراضي X. 

## المدار
بالنسبة للمذنب فقد أمكن له تحديد مدار إهليلجي يميل بحوالي 149 درجة إلى مسير الشمس من خلال 127 من بيانات المراقبة على مدى 75 يومًا. يدور مدار المذنب بزاوية مع المستويات المدارية للكواكب، ويمر عبر مداره في الاتجاه المعاكس (رجعي) لها. عند نقطة المدار الأقرب للشمس (الحضيض الشمسي)، والتي مر بها المذنب آخر مرة يوم 21 ديسمبر 1979، كان على مسافة د حوالي 81.6 مليون كم من الشمس في المنطقة الواقعة بين مداري عطارد والزهرة. بالفعل في 19 من تشرين الثاني (نوفمبر)، اقترب من كوكب الزهرة حتى 28.3 مليون كيلومتر.  وفي 20 ديسمبر كان مقتربا بحوالي 44.1 مليون كيلومتر من عطارد. وفي يوم 24 يناير 1980، وصل إلى حوالي 133.9 مليون  كم ومر بالمريخ، وفي 25 يناير أصبحت المسافة بينه وبين الأرض حوالي 29.6 مليون كم (تعادل  20و0 وحدة فلكية) فكان قريبا بشكل غير عادي.
في دراستين في الاعوام 1983 و 1987، اشتق E. Everhart وB. Marsden بيانات للمدار الأصلي والمستقبلي للمذنب - مع اهمال مؤثرات غير قوى الجاذبية - عند دخوله النظام الشمسي الداخلي، وقام بتعيين مدار بيضاوي له بانحراف مركزي قدره 0,9877 مع محور رئيسي يبلغ حوالي 43 وحدة فلكية وفترة مدارية تبلغ حوالي 282 عامًا. في المستقبل، سيزداد المحور الرئيسي بشكل طفيف إلى حوالي 44 وحدة فلكية والفترة المدارية إلى حوالي 291 عامًا.
وفقًا لعناصر المدار الخاصة بقاعدة بيانات الأجسام الصغيرة في مختبر الدفع النفاث (يعاني من عدم دقة كبيرة نسبيًا) وبدون اعتبار للقوى غير الجاذبية، كان مداره له انحراف يبلغ حوالي 0.9877 ومحور شبه رئيسي يبلغ حوالي 44.5 بحيث يصبح زمن دورته حوالي 297 سنة. بناء عل ذلك فمن المرجح أنه ظهر في الماضي في عام 1683 (عدم اليقين ± 6 سنوات). بسبب جاذبية الكواكب، وخاصة عبور زحل في 15 يناير 1980 على مسافة حوالي ¾ 8   وحدة فلكية ومن كوكب المشتري في 2 فبراير 1980 بمسافة حوالي  ⅔ 4 وحدة فلكية، كان الانحراف المداري قليلاً عند حوالي 0.9881 ومحوره الرئيسي زاد إلى حوالي 45.6 وحدة فلكية، مما أدى إلى زيادة دورته المدارية إلى حوالي 307 سنوات. عندما يصل إلى أبعد نقطة عن الشمس (الأوج) في مداره حوالي عام 2133، سيكون على مسافة حوالي 13.5 مليار كيلومتر من الشمس، وأبعد حوالي 91 مرة من الأرض وثلاث مرات من نبتون. ستكون سرعته المدارية في الأوج حوالي 0.35  كم / ثانية فقط. من المحتمل أن يحدث عبور الحضيض الشمسي التالي للمذنب في حوالي عام 2287 (عدم اليقين ± 6 سنوات).

## سيل نيزك
بالقرب من العقدة الهابطة في مداره، تحرك المذنب برادفيلد (C / 1979 Y1) على مقربة شديدة من مدار الأرض، فيكون على مسافة 10.0 مليون كيلومتر فقط - (0.067 وحدة فلكية). لذلك تم اقتراح أن المذنب كان مصدر زخة نيزك Pegasid الخافتة لشهر يوليو والتي تحدث حوالي 9 يوليو من كل عام. تم تأكيد ذلك من خلال المشاهدات التي حدثت في السنوات 2008 إلى 2011.

## تساقط الشهب على المريخ
يقترب مدار المذنب من مدار المريخ إلى نحو 7.4 مليون كيلومتر.  وبالتالي، فإن جزيئات الغبار من المذنب التي تتحرك على طول مداره يمكن أن تتسبب في سقوط زخات نيزكية منتظمة على المريخ - عندما يمر المريخ في نقطة معينة في مداره كل 687 يومًا تقريبًا. وتدخل النيازك الغلاف الجوي للكوكب في سماء الصباح في نصف الكرة الجنوبي.

## الاستقبال في وسائل الإعلام
في جزر القمر يوم 7 مارس 1986 كان الاحتفال بعودة مذنب هالي وتم إصدار طابع تذكاري بقيمة 300 فرنك مع صورة محسّنة رقميًا لمذنب ومكتوب عليها "Comète de Bradfield 1980". وقد يكون المذنب المرسوم Comet C / 1979 Y1 الذي شوهد بشكل أساسي في عام 1980، ولكن يمكن أيضًا أن يكون Comet C / 1980 Y1 هو المرسوم.

## روابط إنترنت
- C / 1979 Y1 (Bradfield) في Minor Planet Center
- رابط صورة المذنب من يناير 1980
- رابط لصور المذنب من 31. 11 يناير فبراير 1980
- رابط الصورة السلبية لمذنب 5 مايو. فبراير 1980